# Lilium martagon
Il giglio martagone (Lilium martagon L.) è una pianta della famiglia delle Liliaceae, che cresce spontanea in Europa e Asia.

## Descrizione

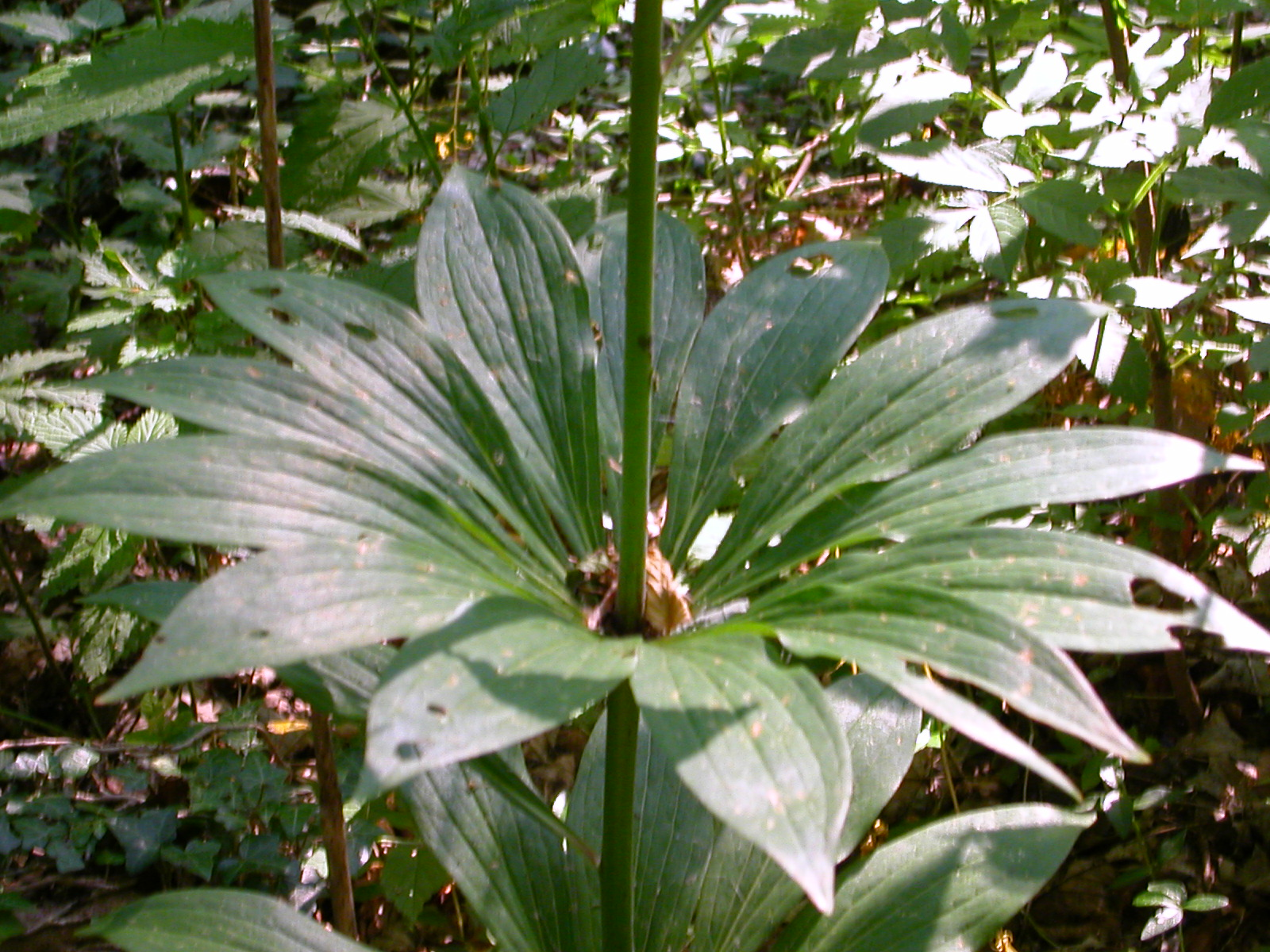
Foglie

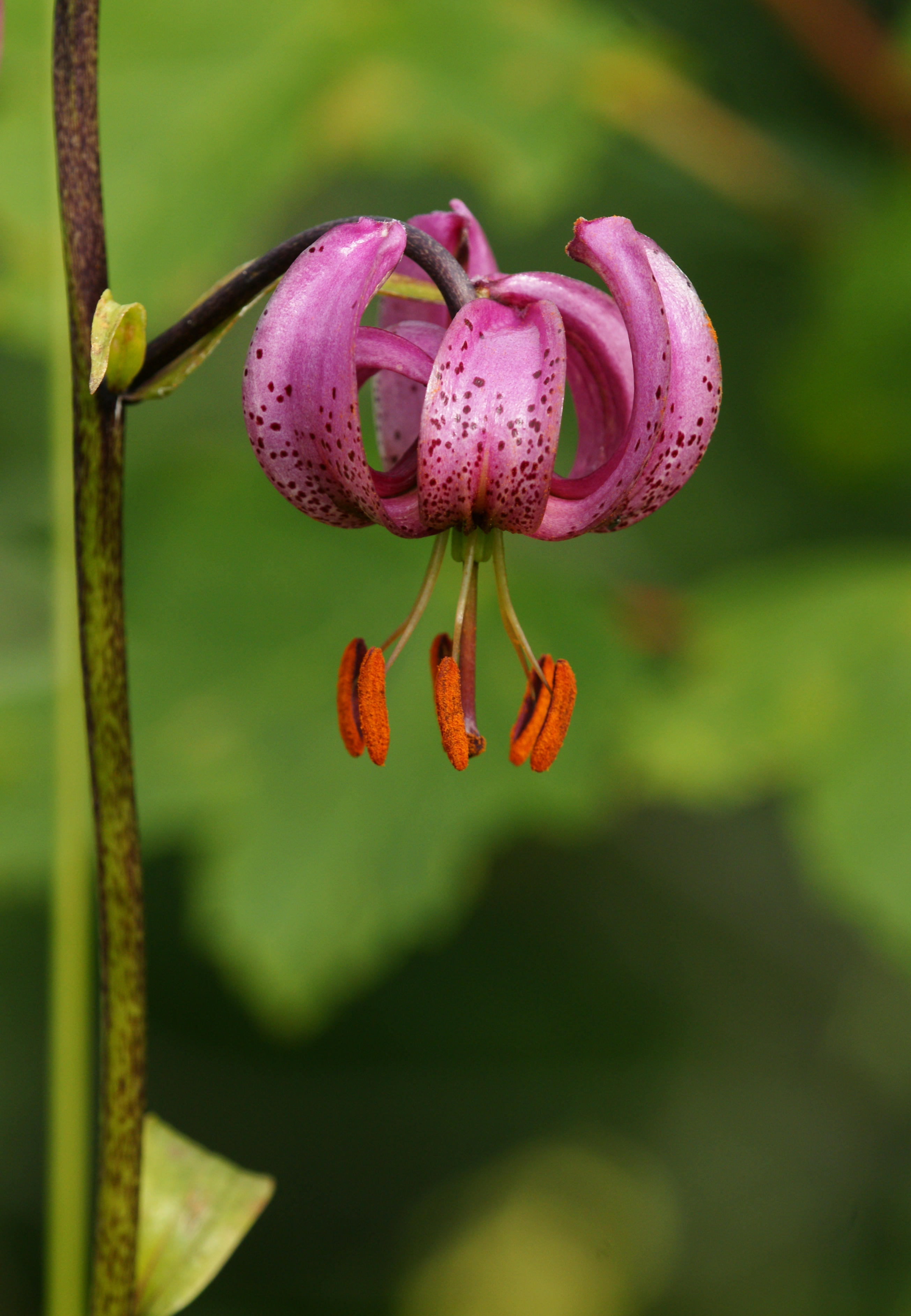
Primo piano del fiore

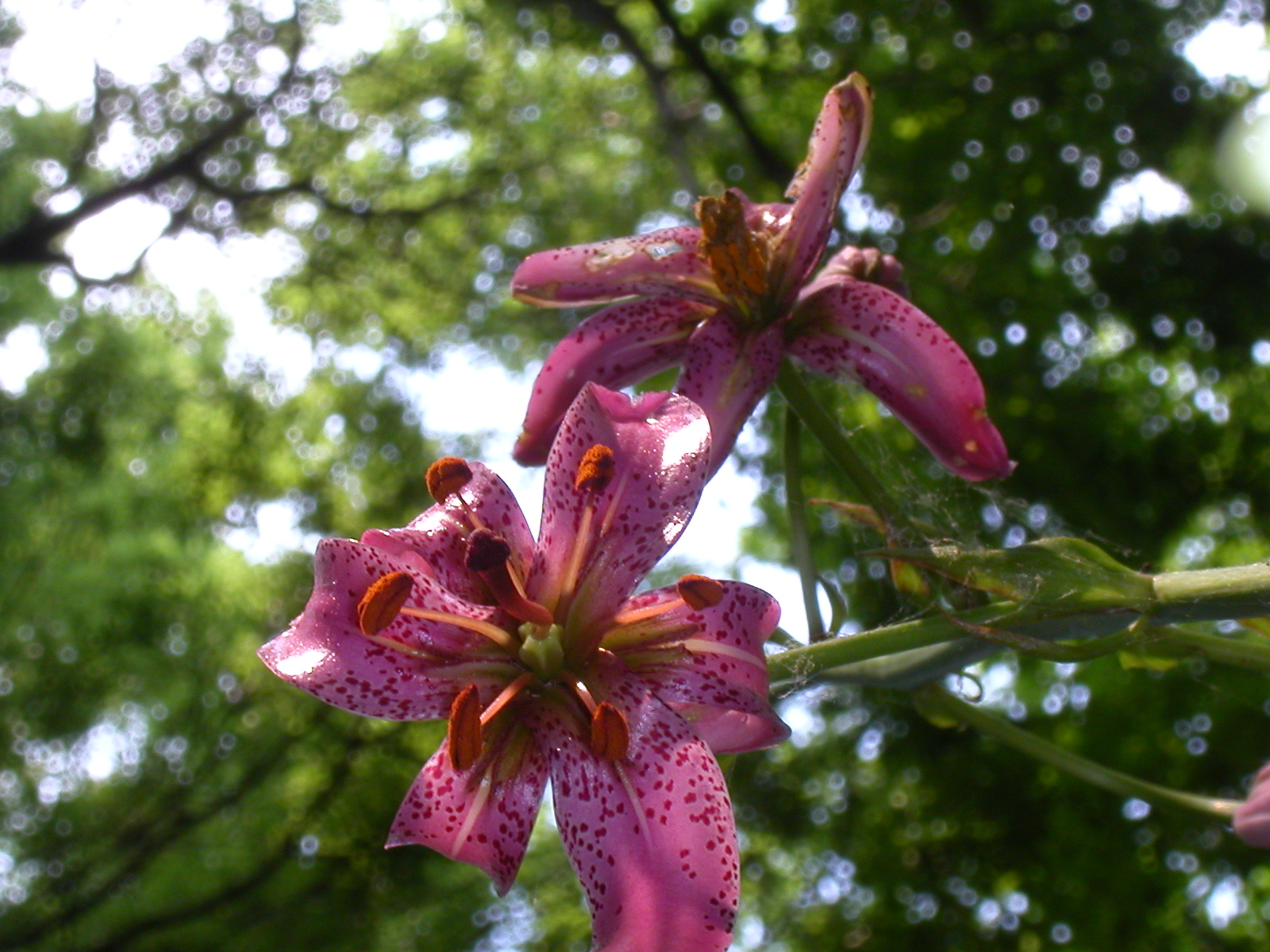
Primo piano del fiore

### Fusto
È una pianta erbacea a fusto eretto e foglioso, alto dai 30 cm a 120 cm..

### Foglie
Le foglie sono oblunghe e spatolate o largamente lanceolate, sparse nella superiore e addensate a verticillo nella parte bassa del fusto.

### Fiore
I fiori sono di colore rosso intenso, rosa pallido o porpora, riuniti in una infiorescenza a racemo terminale in 3-5 fiori. Il peduncolo fiorale è incurvato in basso. I tepali sono sei, lanceolati, piegati verso l'esterno, con macchie porporine scure. Anche gli stami sono sei, prima convergenti poi incurvati anch'essi verso l'esterno, molto sporgenti dai tepali, con piccoli filamenti rossi e lunghe antere di colore rosso minio. Il fiore ha quindi la stessa forma delle più comuni Liliaceae ed è solo il colore che lo caratterizza.

La fioritura avviene in un periodo compreso tra giugno e agosto.

### Frutti
I frutti sono capsule triloculari con tantissimi semi la cui maturazione avviene in genere nel mese di settembre e ottobre.

## Distribuzione e habitat
L'habitat ideale è costituito dalle brughiere di altitudine, dalle radure dei boschi, su substrato calcareo o su terreno fertile o umido. È presente dai 300 a 1800 m s.l.m.

## Conservazione
Ne è vietata la raccolta poiché è specie protetta. Le principali minacce sono la distruzione dei bulbi da parte dei cinghiali.